# ادونس میلز (ویرجینیا)
ادونس میلز (به انگلیسی: Advance Mills) یک منطقهٔ مسکونی در ایالات متحده آمریکا است که در شهرستان البمارل، ویرجینیا قرار دارد.